# Механизированный огнемёт

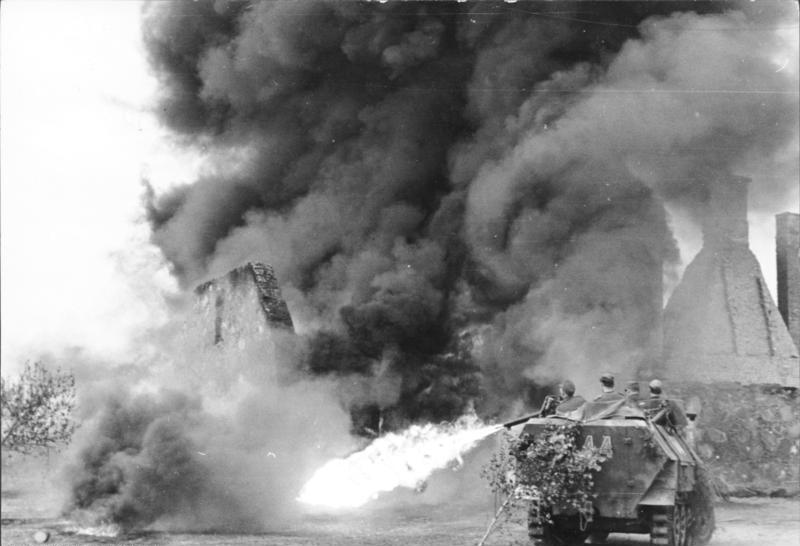
Немецкий механизированный огнемёт периода Второй мировой войны на базе полугусеничного бронетранспортёра Sd.Kfz.251

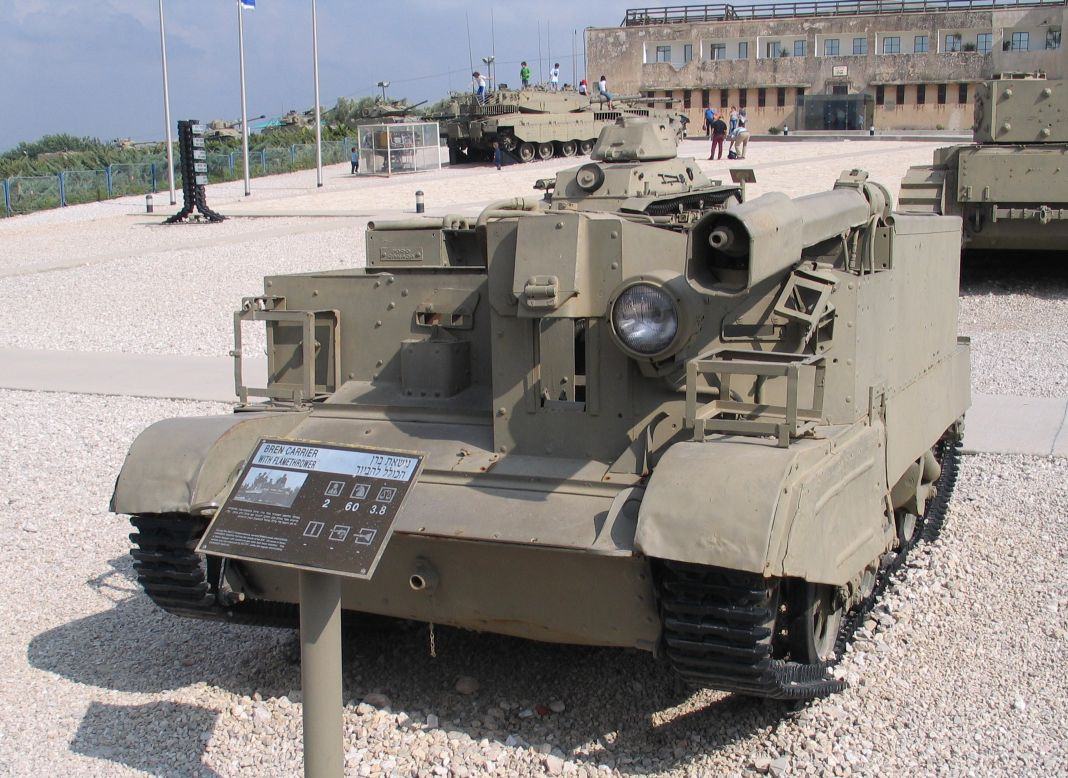
Канадский механизированный огнемёт периода Второй мировой войны «Уосп» на базе бронетранспортёра Universal Carrier

Механизированный огнемёт (англ. mechanized flamethrower) — самоходный тяжёлый огнемёт на базе лёгкого бронированного (как правило, на базе бронетранспортёра) или небронированного самоходного шасси высокой проходимости.
В зависимости от контекста, под термином может подразумеваться как боевая машина целиком, так и непосредственно огнемётная установка, предназначенная для установки на неё.

## История
Механизированные огнемёты появились в период Второй мировой войны и массово применялись армиями нацистской Германии и Канады, в то время как в Великобритании, СССР и США распространены были огнемётные танки. В послевоенный период в США был создан механизированный огнемёт на базе бронетранспортёра M113, активно применявшиеся во время войны во Вьетнаме. В настоящее время новые типы механизированных огнемётов, как и огнемётных танков, не разрабатываются.

### Вторая мировая война
- Sd.Kfz.251/16[пол.]
- «Wasp»
- «Ram Badger»

### Послевоенный период
- M-132